# فرانک کلی
فرانک کلی (انگلیسی: Frank Kelly؛ ۲۸ دسامبر ۱۹۳۸ – ۲۸ فوریهٔ ۲۰۱۶) یک هنرپیشه، خواننده و نویسنده اهل ایرلند بود.
از فیلم‌ها یا برنامه‌های تلویزیونی که وی در آن نقش داشته است می‌توان به موش صحرایی و تافین اشاره کرد.